# Simione Kuruvoli
Simione Turaga Kuruvoli (ur. 17 października 1951 w Labasie) – fidżyjski judoka. Dwukrotny olimpijczyk. Zajął dwudzieste miejsce w Los Angeles 1984 i 34. miejsce w Seulu 1988. Walczył w wadze półśredniej.

## Letnie Igrzyska Olimpijskie 1984
| Konkurencja | Eliminacje               | Klas. końcowa |
| Konkurencja | Przeciwnik I             | Miejsce       |
| ----------- | ------------------------ | ------------- |
| 78 kg       | Walid Abdulhalim (EGY) P | 20.           |

## Letnie Igrzyska Olimpijskie 1988
| Konkurencja | Eliminacje                   | Klas. końcowa |
| Konkurencja | Przeciwnik I                 | Miejsce       |
| ----------- | ---------------------------- | ------------- |
| 78 kg       | Sodnomyn Erchembajar (MGL) P | 34.           |